# Paola Visentini
Paola Visentini (* 1966) ist eine italienische Prähistorikerin, deren Forschungsschwerpunkte auf dem späteren Neolithikum und dem Äneolithikum Norditaliens unter Einbeziehung der transalpinen und adriatischen Beziehungen liegen.

## Werdegang
Visentini studierte an der Universität Pisa, wo sie ihre Laurea zu einem Fundplatz der Vasi-a-bocca-quadrata-Kultur (Il sito neolitico di Bannia-Palazzine di Sopra  (scavi 1996-1997) nel quadro della Cultura dei Vasi a Bocca Quadrata) bei Carlo Tozzi schrieb. Sie wurde 2003 mit der Arbeit Aspetti culturali e cronologici della fine del Neolitico nell’Italia nord-orientale bei Leone Fasani promoviert. Schon 1990 bis 1991 hatte sie ihre Laurea in Lettere e Filosofia unter dem Titel La grotta dell'Ansa e dell'Edera nel quadro della Preistoria del Carso triestino bei Paolo Biagi abgeliefert.
2001 bis 2003 war Visentini wissenschaftliche Direktorin am Museo della Grotta di Pradis in Pordenone, parallel dazu technische Assistentin bei der Soprintendenza per i Beni Archeologici del Friuli Venezia Giulia beim Ministero per i Beni e le Attività Culturali e del Turismo (1999–2005). Seit 2005 ist sie Kuratorin des Museo Archeologico dei Civici Musei e Gallerie di Storia ed Arte di Udine und der Paläoethnologischen und Anthropologischen Sektion beim Museo Friulano di Storia Naturale di Udine, dem Museum für Naturgeschichte von Udine. Seit 2014 ist sie Professorin (di seconda fascia), wobei sie bereits seit 2010 Spezialisierungskurse an der örtlichen Universität leitete.
Visentini, die seit 1989 an mehr als 50 Grabungen teilnahm, arbeitete an einer besseren Definition der externen kulturellen Beziehungen und ihrer Chronologie im Rahmen der archäologischen Kulturen, vor allem der Vasi-a-bocca-quadrata-Kultur und des Spätneolithikums Oberitaliens. Dabei arbeitete sie vor allem die Beziehungen zu den Kulturen auf dem Gebiet der heutigen Staaten Österreich und Slowenien, Kroatien und Albanien heraus. Pfahlbausiedlungen und die Beziehungen zu den Nachbargebieten Nordostitaliens, vor allem am Ostufer der Adria, während des Äneolithikums bildeten dabei Schwerpunkte. Grabungen führte sie vor allem im Friaul durch, wobei Keramik- und Steinindustrien im Vordergrund standen, aber auch Fragen der Chronologie und des Verhältnisses der Menschen zu ihrer Umwelt. Sie war Mitglied der Unità Operativa dell'Università di Milano Bicocca im Rahmen des Projekts COFIN 2002 Origini ed evoluzione del popolamento umano in area mediterranea: ambiente, biologia, cultura, das auf der nationalen Ebene von Fiorenzo Facchini koordiniert wurde. 2013 bis 2015 war sie Projektmanagerin von OPENMUSEUMS - Musei sloveni e italiani in rete: valorizzazione ed innovazione tecnologica nei musei delle città d’arte dell’Alto Adriatico.
Seit 2004 ist Visentini Mitglied des Istituto Italiano di Preistoria e Protostoria, seit 2006 der Associazione Nazionale Musei Scientifici. 2008 wurde sie Mitglied des Istituto Italiano di Dendrocronologia. Sie ist zudem im wissenschaftlichen Komitee der Zeitschriften Studia Universitatis Ereditati (seit 2013) und Gortania – Atti del Museo Friulano di Storia Naturale di Udine (seit 2015) sowie der Publikationsreihe Varie des Naturkundlichen Museums Udine.

## Veröffentlichungen (Auswahl)
- I livelli del Neolitico e delle età dei metalli della Grotta dell'Ansa di San Pelagio (Carso triestino), in: Atti della Società per la Preistoria e Protostoria della Regione Friuli-Venezia Giulia 7 (1992) 163–208.
- (Hrsg.): Bannia-Palazzine di Sopra. Una comunità preistorica del V millennio a.C., Pordenone 2005 (academia.edu).
- Adriatico senza confini. Via di comunicazione e crocevia di popoli nel 6000  a.C., Luglioeditore, Triest 2015.
- mit Roberto Avigliano, Elisabetta Castiglioni, Alessandro Fontana, Cristina Lemorini, Claudio Mazzoli, Gabriella Petrucci, Giovanni Tasca: Il sito fortificato di Meduno Sach di Sotto (Pordenone) nel quadro dell’Eneolitico delle regioni vicine, in: Gortania – Atti del Museo Friulano di Storia Naturale 36 (2015) 69–124.
- mit Marco Bertolini, Emanuela Cristiani, Marta Modolo, Matteo Romandini: Late Epigravettian and Mesolithic foragers of the eastern Alpine region: Animal exploitation and ornamental strategies at Riparo Biarzo (Northern Italy), in: Quaternary International 423 (2016) 73–91.
- Udine. Museo Archeologico, Luglioeditore, Triest 2016.
- mit Fabio Martini, Lucia Sarti (Hrsg.): Donne, madri, dee: linguaggi e metafore universali nell’arte preistsorica / Women, Mothers, Goddesses: Universal Languages and Metaphors in the Prehistoric Art, Civici Musei di Storia e Arte, Udine 2017.